# Истра-4816
«Истра-4816» — советский IBM PC-совместимый персональный компьютер. Разрабатывался в 1983—1985 годах в филиале ВНИИЭМ в городе Истра. Разработчики: Э. Г. Кнеллер, В. Пац, Н. Надольский, Э. М. Пройдаков. Разработка была передана в производство на Курское ПО «Счётмаш».
Уникальность машины в том, что в ней было три микропроцессора: К1810ВМ86 (совместимый с Intel 8086) и два КР580ВМ80А (Intel 8080). Одновременная (параллельная) работа двух операционных систем на ВМ86 и ВМ80 (ещё один ВМ80 использовался для эмуляции периферии под каждую ОС).
Машина производилась в шести исполнениях. Видеоадаптер совместим с CGA (EGA). В зависимости от конфигурации комплектовалась НЖМД MFM от 10 Мб (советский) до 20 Мб (ST-225 фирмы Seagate), 1 или 2 НГМД 5¼″ (720 кб), ОЗУ от 512 кб до 1 Мб (ОЗУ доступно обоим процессорам). 8-слойная печатная плата. 4 аппаратных переключаемых кодовых таблицы.
В комплекте поставки шла операционная система «Янус», аналог операционной системы MS-DOS.
В 1990-х гг. корпуса «Истры-4816» использовались при кустарной сборке IBM PC-совместимых ПК из готовых импортных комплектующих, так как позволяли при минимальных доработках разместить внутри материнскую плату форм-фактора AT и жёсткий диск форм-фактора 3,5 дюйма.